# Trefaldighetskyrkan, Arvika
Trefaldighetskyrkan är församlingskyrka för Arvika-Ny församling, Karlstads stift, Värmlands län. Kyrkan uppfördes 1909–1911, arkitekter var Ivar Tengbom och Ernst Torulf. Byggnadsstilen är en nationalromantisk blandstil med många stilar närvarande.
Kyrkan är byggnadstekniskt en treskeppig basilika, med polygonal absid och gaveltorn. Stomme och yttervägg är putsade murverk av natursten. Taket är ett sadeltak med lanternin och spira. Interiört är kyrkan putsad och har en öppen takstol. Taket är av trä. Den triangelformade fasaden avslutas uppåt i en lång spets, på sidorna finns tornhuvar i barockstil.
Vid konstruktionen av kyrkan ställdes kravet att materialet skulle hämtas lokalt. Teglet till kyrkan brändes i trakten, gnejsen i stengrunden är bruten i Dottevik. Från Glava hämtades skiffret till taket.

## Inventarier
Ivar Tengbom ritade själv inventarierna. Altaruppsatsen är en blandning av barock och fornnordisk stil. Den är skapad av Ola Eriksson, bror till Christian Eriksson. Dopfunten av täljsten är gjord av bildhuggaren Bror Sahlström. Altartavlan är målad av Björn Ahlgrensson. Flera kända ansikten kan återfinnas bland de tecknade personerna. Rundmålningen i koret är utförd 1949 av konstnären Simon Sörman. Målningen berättar om människans sökande efter Gud.
Mässingsljuskronorna är smidda av konstsmederna C G Ericsson och Lars Holmström.

## Orgel
- 1911 byggde E A Setterquist en pneumatisk orgel med 26 stämmor och ett tonomfång på 56/30. Den hade 4 fasta kombinationer, 3 fria kombinationer samt registersvällare.[1]

| Huvudverk (I)       | Svällverk (II)        | Pedal         | Koppel   |
| ------------------- | --------------------- | ------------- | -------- |
| Principal 16'       | Gedackt 16' (transm.) | Violon 16'    | I/P      |
| Borduna 16'         | Bassetthorn 8'        | Subbas 16'    | II/P     |
| Principal 8'        | Salicional 8'         | Violoncell 8' | II/I     |
| Gamba 8'            | Violin 8'             | Borduna 8'    | II 16'/I |
| Flûte harmonique 8' | Rörflöjt 8'           | Oktava 4'     | I 4'/I   |
| Dolce 8'            | Voix céleste 8'       | Basun 16'     |          |
| Oktava 4'           | Violin 4'             |               |          |
| Oktava 2'           | Flûte octaviante 4'   |               |          |
| Kornett III         | Eufon 8'              |               |          |
| Trumpet 16'         | Crescendosvällare     |               |          |
| Trumpet 8'          |                       |               |          |

- 1959 byggde Olof Hammarberg en ny mekanisk orgel.

| Ryggpositiv I | Huvudverk II  | Öververk III    | Pedal          | Koppel  |
| Gedackt 8'    | Principal 8’  | Gedackt 8’      | Subbas 16’     | I/P     |
| Principal 4'  | Rörflöjt 8’   | Gedacktflöjt 4’ | Principal 8’   | II/P    |
| Rörflöjt 4'   | Oktava 4’     | Principal 2’    | Borduna 8'     | II/I    |
| Blockflöjt 2' | Flöjt 4’      | Sifflöjt 1’     | Oktava 4'      | I 16'/I |
| Nasat 1 1⁄3'  | Kvinta 2 2⁄3’ | Cymbel 2 chor   | Kvintadena 2'  |         |
| Ters 4⁄5'     | Oktava 2’     | Regal 8'        | Aliquot 4 chor |         |
| Scharf 3 chor | Mixtur 4 chor |                 | Fagott 16'     |         |
| Skalmeja 8'   | Dulcian 16'   |                 | Trumpet 4'     |         |
| Tremulant     | Trumpet 8'    |                 |                |         |

### Kororegl
Kororegln är byggd 1989 av Kaliff och Löthman instrumentbyggeri i Ålem och är en mekanisk orgel.
| Manual            |
| Borduna 8’        |
| Flöjt 4’          |
| Principal 2’      |
| Superquint 1 1⁄3’ |

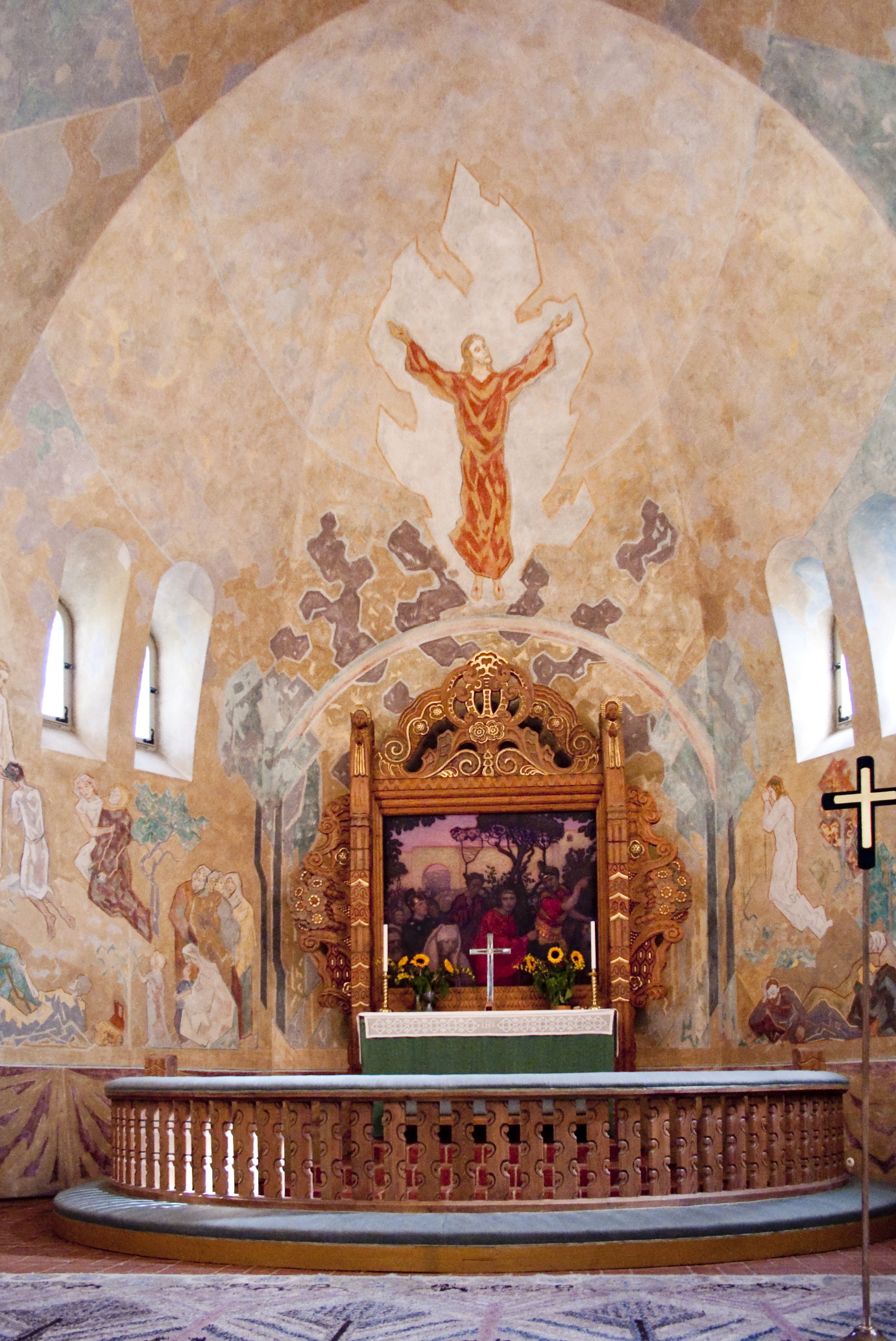
Altare med målning av Simon Sörman
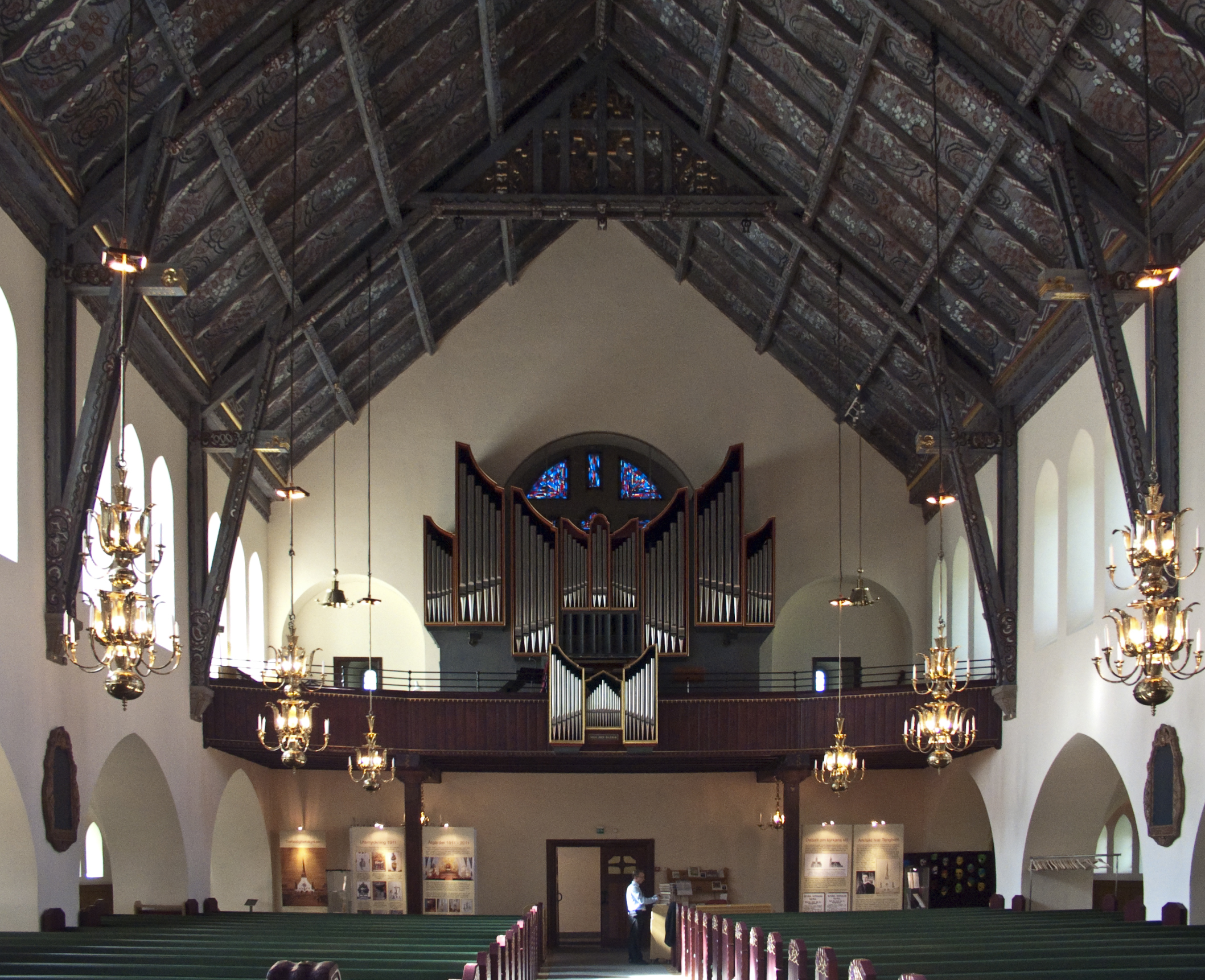
Kyrkans långskepp och orgel
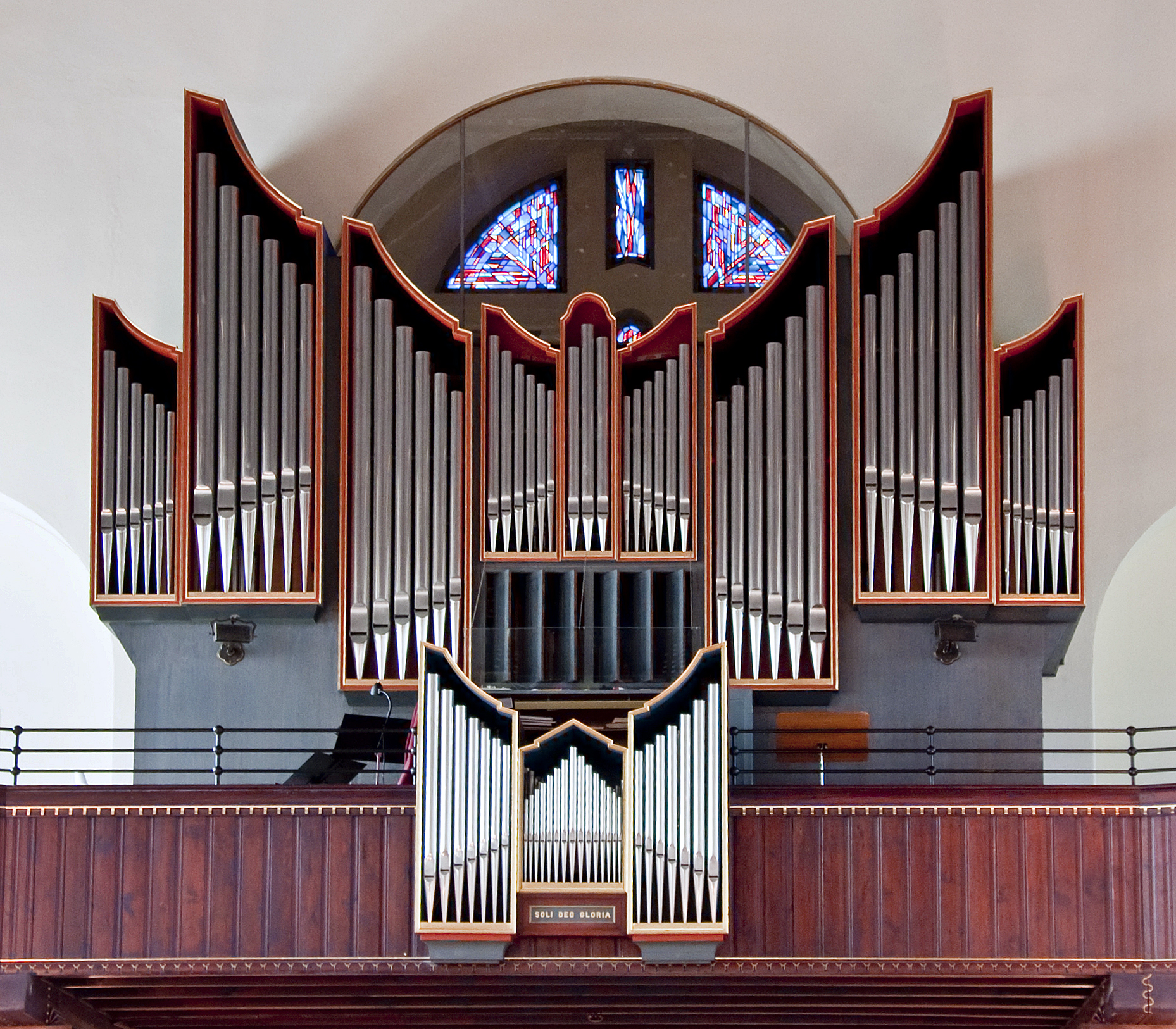
Orgel
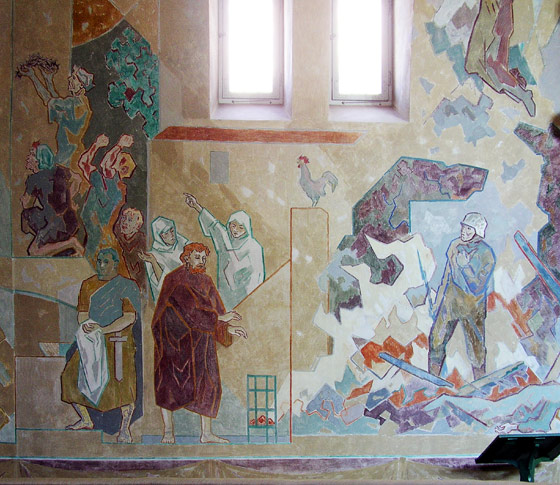
Detalj av Simon Sörmans målning
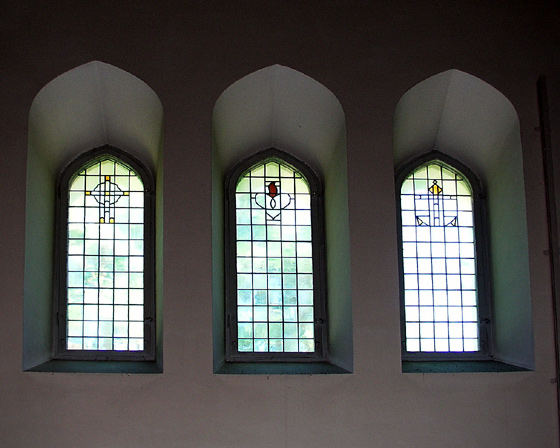
Fönster med symbolerna (från vänster); Tro, Kärlek och Hopp
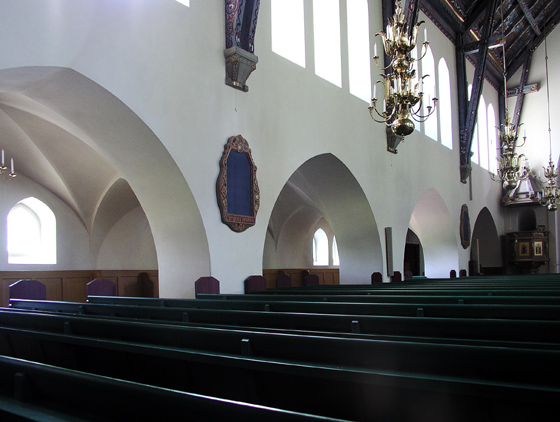
Sidovalv/Sidoskepp